# Санаї
Гакім Абу́ ль-Маджд Маджду́д ібн Ада́м Санаї Ґазнаві, (перс. حکیم ابوالمجد مجدود ‌بن آدم سنایی غزنوی, лат. Sanā'ī, 1080 — 1131/1141 - суфійський поет з Газни, що зараз у Афганістані.

## Біографія
Санаї був мусульманином-суннітом та працював при дворі Баграм-шаха Газнаві  

## Твори
Найвідомішим його твором є "Хадікат аль-хакікат" (حدیقةالحقیقه), тобто "Сад істин" - першу містичну поему на фарсі. Поема присвячена Баграм-шаху і виражає ідеї пізнання Бога, любові, істини Вона була зразком для численних наслідувань серед персомовних поетів-суфіїв.
1. ↑  C.E. Bosworth, The Later Ghaznavids, (Columbia University Press, 1977), 108.
2. ↑  Edward G. Browne, A Literary History of Persia from the Earliest Times Until Firdawsh, 543 pp., Adamant Media Corporation, 2002, ISBN 978-1-4021-6045-5, ISBN 978-1-4021-6045-5 (see p.437)
3. ↑  Ghulam Abbas Dalal, Ethics in Persian Poetry. (Abhinav Publications, 1995), 95.
4. ↑  "Sanāʾī." Encyclopædia Britannica. 2008. Encyclopædia Britannica Online. 15 Jul. 2008 <http://www.britannica.com/EBchecked/topic/521711/Sanai>.